# Carly Simon
Pour les articles homonymes, voir Simon.
Carly Simon est une auteure-compositrice-interprète et actrice américaine, née le 25 juin 1943,, à New York.
Son plus gros succès musical est la chanson You're So Vain. Elle a également connu un énorme succès avec le titre Nobody Does It Better, chanson-thème de L'Espion qui m'aimait. En 1972, elle a reçu le Grammy Award du meilleur nouvel artiste. Elle a aussi remporté l'Oscar de la meilleure chanson originale et le Golden Globe de la meilleure chanson originale en 1989 pour Let the River Run pour le film Working Girl.

## Biographie

### Carrière
La chanson You're So Vain est adressée à un ancien compagnon, qu'elle décrit comme vaniteux et dont elle n'a jamais dévoilé l'identité pendant 43 ans. Cela a fait planer un mystère sur cette chanson. 
Le 19 novembre 2015, le site de The Guardian publie un article qui explique que la chanteuse a finalement révélé l'identité du mystérieux compagnon : l'acteur Warren Beatty. 
On entend Mick Jagger qui participe à l'enregistrement (chœur).

### Vie privée
En 1972, elle épouse l'auteur-compositeur-interprète James Taylor (musicien) . Ils ont deux enfants, Ben et Sally, puis divorcent en 1983.

## Discographie

### Albums studio
- Carly Simon, 1971 - Avec Jeff Baxter, Tony Levin, etc
- Anticipation, 1971
- No Secrets, 1972 - Avec Paul et Linda McCartney, Mick Jagger, Klaus Voormann, David Hentschel, etc.
- Hotcakes, 1974 - Avec James Taylor, Robbie Robertson, Klaus Voormann, Paul Buckmaster, etc.
- Playing Possum, 1975 - Avec James Taylor, Ringo Starr, Carole King, Dr. John, etc.
- Another Passenger, 1976 - Avec Michael McDonald, Jeff Baxter, Patrick Simmons, Glenn Frey, Jackson Browne, etc.
- Boys in the Trees, 1978 - Avec Tony Levin, James Taylor, Hugh McCracken, etc.
- Spy, 1979 - Avec Ian McLagan, Tony Levin, Mike Mainieri, James Taylor, etc.
- Come Upstairs, 1980 - Avec Tony Levin, Sid McGinnis, Larry Fast, James Taylor, etc.
- Torch, 1981 - Avec Warren Bernhardt, Mike Mainieri, Lee Ritenour, Hugh McCracken, etc.
- Hello Big Man, 1983
- Spoiled Girl, 1985
- Coming Around Again, 1987 - Avec Peter-John Vettese, Tony Levin, T-Bone Wolk, Janice Pendarvis, etc.
- My Romance, 1990
- Have You Seen Me Lately, 1990
- This Is My Life, 1992
- Romulus Hunt: A Family Opera, 1993
- Letters Never Sent, 1994
- Film Noir, 1997
- The Bedroom Tapes, 2000
- Christmas Is Almost Here, 2002
- Moonlight Serenade, 2005
- Into White, 2007
- This Kind of Love, 2008
- Never Been Gone, 2009

## Vidéographie
- (en) Carly Simon Live at Martha's Vineyard, Iris Records IRS1502, 2010, DVD, 70 min  (EAN 0020286151029). Enregistré pour HBO le 9 juin 1987 à Gay Head, Martha's Vineyard, Massachusetts.
- (en) My Romance, Carly in Concert, Arista Records Pioneer Artists PA90313, 1990, LaserDisc, 73 min  (EAN 0013023247529). Enregistré en février 1990 à l'Academy Theatre de New York en configuration night-club, avec Harry Connick Jr en invité spécial. Diffusion sur HBO le 15 avril 1990.
- (en) Carly Simon Greatests Hits Live at the New York's Grand Central Station, Rhythm and Blues VBM0166, 2012, DVD, 60 min  (EAN 7798141336791). Enregistré le 2 avril 1995 à la Gare de Grand Central Terminal, New York.
- (en) A moonlight serenade on the queen mary 2, Columbia Music Video, 2005, DVD, 91 min  (EAN 0828767641591). Enregistré en septembre 2005 sur le Queen Mary 2.

## Filmographie
Sauf indication contraire, les informations mentionnées dans cette section peuvent être confirmées par les bases de données cinématographiques  présentes dans la section « Liens externes ».

### Comme compositrice
- 1986 : La Brûlure (Heartburn)
- 1988 : Working Girl
- 1990 : Bons Baisers d'Hollywood (Postcards from the Edge)
- 1992 : Ma vie est une comédie (This Is My Life)
- 1998 : Primary Colors
- 2003 : Les Aventures de Porcinet

### Comme actrice
- 1971 : Taking Off : une chanteuse de l'audition
- 1985 : Perfect : elle-même (caméo)
- 2005 : Les Ex de mon mec